# Hrastova čipkarka
Hrastova čipkarka (znanstveno ime Corythucha arcuata) je vrsta stenice iz družine mrežastih stenic, izvorno razširjena v Severni Ameriki, ki se po nenamernem vnosu v zadnjih desetletjih intenzivno širi po Evropi in Zahodni Aziji.

## Opis
V dolžino zraste približno 3 mm in ima za čipkarke značilno listasto razširjen rob ščitka (pronotuma) in kril s čipkastim vzorcem, zato ima od zgoraj skoraj pravokotno obliko. Osnovna barva je kremasto bela, s temnorjavimi lisami po ščitku in sprednjem delu kril. Spominja na platanovo čipkarko, ki pa ima manj rjavih lis. Nimfe so bolj ovalne, s trnastimi izrastki ob robu telesa in temne barve.
Samice izlegajo črna jajčeca sodčaste oblike v razpršenih gručah po več deset na spodnjo stran listov. Po dveh do treh tednih se izležejo nimfe, ki nato preidejo pet stadijev pred preobrazbo v odraslo žival. Prvih nekaj tednov po izvalitvi se združujejo v gruče. V izvornem območju razširjenosti se letno razvijeta dva rodova, v severni Italiji pa zaradi višjih temperatur trije, zaradi česar se lahko v ugodnih pogojih hrastove čipkarke hitro namnožijo. Prezimijo odrasle živali skrite v špranje pod drevesnim lubjem in so znova aktivne od prve polovice maja, ko samice odležejo jajčeca in do konca maja odmrejo. Prvi odrasli naslednjega rodu se nato pojavijo sredi junija. Kasneje v sezoni se pojavljajo nimfe in odrasle živali skupaj.
Okužbo drevesa s hrastovimi čipkarkami je možno prepoznati tudi po številnih iztrebkih črne barve.

## Ekologija in razširjenost
Hrastova čipkarka se prehranjuje zlasti na drevesih iz rodu hrastov, v Severni Ameriki na skupini vrst »belih« hrastov (Quercus alba in sorodstvo), v Evropi pa je potrjeno pojavljanje na več kot polovici tukajšnjih vrst. Poleg tega napada druge listavce, kot so javorji, kostanji, jablane, hruške in bresti ter grmičaste rastline, kot so vrtnice in robide.
Prehranjuje se s prebadanjem in izsesavanjem posameznih celic mezofila listov. Nastajajo razbarvanja (kloroze), zaradi česar se listi sušijo in odpadajo. Ob močnejši okužbi lahko ogrozijo celotno drevo, ki zaradi zmanjšane vitalnosti postane dovzetnejše za druge bolezni. Največ se zadržujejo na osončenih listih, domnevno zaradi izogibanja žuželčjim plenilcem, ki preferirajo bolj osenčene dele rastlin.
Avtohtono je vrsta razširjena po vzhodu Združenih držav Amerike in jugu Kanade, kjer je pogosta. Leta 2000 so jo prvič opazili v naravi v severni Italiji, kamor je verjetno prišla z ladijskim tovorom hlodovine. V novem okolju se je zaradi ugodnih pogojev začela hitro širiti in že v nekaj letih dosegla Švico ter Turčijo. Samo v Turčiji je do leta 2008 kolonizirala 28.000 km² gozdov, od tam pa se je nato razširila v Iran ter v naslednjih 10 letih po večini Balkana in ob severnih obalah Črnega morja. V Sloveniji so jo prvič odkrili jeseni 2016 pri brežiškem zaselku Zakot, nedaleč od hrvaške meje. Že naslednje leto so našli več gruč na robu bližnjega Krakovskega gozda. Po ocenah je večina listopadnih gozdov v vsej Evraziji primeren habitat za hrastovo čipkarko, zato je pričakovati nadaljnje intenzivno širjenje, kar zbuja precejšnje skrbi v gozdarstvu.